# Kutkutsaari
Kutkutsaari är en ö i Finland. Den ligger i sjön Pielisjärvi och i kommunen Lieksa i den ekonomiska regionen  Pielinen-Karelen  och landskapet Norra Karelen, i den östra delen av landet, 400 km nordost om huvudstaden Helsingfors. Öns area är 1,36 kvadratkilometer och dess största längd är 1,8 kilometer i sydväst-nordöstlig riktning.